# Synendotendipes dispar
Synendotendipes dispar är en tvåvingeart som först beskrevs av Johann Wilhelm Meigen 1830.  Synendotendipes dispar ingår i släktet Synendotendipes, och familjen fjädermyggor. Arten är reproducerande i Sverige.